# Lia
Lia — японская певица-автор песен. Выпустила три альбома в жанре Happy hardcore. Известна как исполнитель песен во вступительных и заключительных заставках двух визуальных новелл, Air и Tomoyo After: It's a Wonderful Life. Lia также исполнила для MMORPG RF Online песню «The Force of Love». Lia свободно говорит на английском языке. 1 июля 2009 года Lia объявила в своём блоге, что вышла замуж и забеременела. 31 января 2010 года Lia родила ребёнка.

## Дискография

### Синглы
1. «Natsukage / Nostalgia» (декабрь 24, 2001)
2. «Shift: Sedai no Mukō» (декабрь 29, 2001)
3. «I’m Feeling» (Июль 1, 2003) — аналоговый сингл
4. «Birthday Song,Requiem» (июнь 25, 2004)
5. «Spica/Hanabi/Moon» (июнь 25, 2004)
6. «Kimi no Yoin: Tōi no Sora no Shita de» (март 24, 2005)
7. «Tori no Uta / Farewell Song» (май 23, 2006) — аналоговый сингл
  - Opening и ending Air (аниме)
8. «Pride: Try to Fight!» (июнь 21, 2006)
  - Песня была использована как ending Bakkyuu HIT! Crash B-Daman
9. «Over the Future» (ноябрь 22, 2006)
  - «Over the Future» была использована как ending Bakkyuu HIT! Crash B-Daman
10. «Doll / Human» (январь 30, 2008) — сингл с Aoi Tada #54 on Oricon
  - «Doll» и «Human» были использованы как ending’и Gunslinger Girl -Il Teatrino-
11. «Toki o Kizamu Uta / Torch» (ноябрь 14, 2008) #13 on Oricon
  - Opening/ending Clannad After Story
12. «My Soul, Your Beats!/Brave Song» (май 26, 2010) — сингл с Aoi Tada #3 on Oricon
  - «My Soul, Your Beats!», была использована как opening Angel Beats!
13. «Ashita Tenki ni Naare» (июль 21, 2010)
  - была использована как первый ending для Daimajin Kanon и «Aruite Kaerou» как второй ending.
14. "Kizunairo" (October 27, 2010) #6 on Oricon
  - была использована как opening Fortune Arterial
15. "Justitia"
  - была использована как opening Wizard Barristers
16. "Daze / Days" (June 18, 2014)
  - была использована как opening Mekakucity Actors
17. "Heartily Song" (April 1, 2015)
  - была использована как opening визуальной новеллы Angel Beats! -1st beat-
18. "Bravely You / Yakeochinai Tsubasa" (August 26, 2015) - сингл с Aoi Tada #4 on Oricon
  - была использована как opening Charlotte

### Альбомы

#### Оригинальные альбомы
1. Prismatic, выпущенный в июне 25, 2004
2. Colors of life, выпущенный в мае 25, 2005
3. Gift, выпущенный в декабре 29, 2005
4. Dearly, выпущенный в ноябре 1, 2006
5. Collection Album Vol.1 [Diamond Days], выпущенный в сентябре 19, 2007
6. Collection Album Vol.2 [Crystal Voice], выпущенный в октябре 17, 2007
7. New Moon, выпущенный в сентябре 2, 2008
8. Key+Lia Best 2001-2010, выпущенный в июне 24, 2011

#### Háppy hardcore альбомы
1. enigmatic LIA, выпущенный в сентябре 22, 2005
2. enigmatic LIA 2, выпущенный в Феврале 16, 2007
3. Collection Album [Spectrum Rays], выпущенный в октябре 17, 2007
4. enigmatic LIA 3, выпущенный в апреле 1, 2009
5. enigmatic LIA 4 -Anthemical Keyworlds- & -Anthemnia L's core-, выпущена в июне 22, 2011

### Другие песни
- «Akai Yakusoku» (опенинг Fortune Arterial)
- «Aozora» (Air)
- «All Around» / «Sky High» (Initial D|Initial D 4th Stage)
- «Ana» (Clannad)
- «Yakusoku» (Clannad)
- «Light colors» (опенинг Tomoyo After: It’s a Wonderful Life)
- «Life is like a Melody» (эндинг Tomoyo After)
- «The Force of Love» (MMORPG RF Online)
- «Girls Can Rock» / «Feel Like A Girl» (School Rumble: Second Term)
- «Horizon» (Beatmania IIDX 11: IIDX RED)
- «Ashita ni Mukatte Get Dream!» (эндинг Bakkyuu HIT! Crash B-Daman)
- «Saya’s Song» (Little Busters! Ecstasy)
- «Tazunebito» (опенинг Hoshiuta)
- «Hoshikuzu no Kizuna» (опенинг Hoshiuta: Starlight Serenade)
- «Mado Kara Mieru» (Calling All Dawns)
- «Asu ni Mukatte, Get Dream!» (первый эндинг Crash B-Daman)
- «I scream Chocolatl» (Team Nekokan feat. Lia, четвёртый эндинг Kokoro Connect)

## Вокалоиды
27 января 2012 года вышел продукт для программного обеспечения Vocaloid 3 под названием IA. Ее голосовым провайдером является сама Lia.